# Akademie der Wissenschaften der DDR
Akademie der Wissenschaften der DDR, fram till 1972 Deutsche Akademie der Wissenschaften zu Berlin, var den mest betydelsefulla forskningsinstitutionen i Östtyskland. Den grundades 1946 av den sovjetiska militäradministrationen i Tyskland, som efterföljare till Preussiska vetenskapsakademin som grundats av Fredrik III av Brandenburg med Gottfried Wilhelm Leibniz som dess förste ordförande 1700. Organisationen firade därför 250-årsjubileet 1950. Under 1980-talet hade man 200 medlemmar och hade 59 institutioner med 22 000 anställda. 

## Efterföljare
Från delstatens sida ansågs efter Tysklands återförening inte akademin lämplig att fungera som gemensam institution för det återförenade Berlin. Akademin lades därför ned och ersattes av den nygrundade Berlin-Brandenburgische Akademie der Wissenschaften 1993. En större grupp av medlemmar från DDR-epoken bildade då Leibniz-Sozietät som en alternativ organisation, vilken till skillnad från den Berlin-Brandenburgska akademin är en förening som inte erhåller statsbidrag.